# 太田垣誠朝
太田垣 誠朝（おおたがき まさとも、生没年不詳）は、日本の武将。太田垣新左衛門誠朝とも。

## 生涯
太田垣通光の子として生まれる。山名氏の配下であり、嘉吉の乱の際に赤松氏の討伐での功績により、播磨国の守護代を命じられたと言う。また、太田垣氏の居城である竹田城の城主に任ぜられたというが、初代城主は太田垣光景となっている為不明である。子は不明（土佐守？）。孫に宗朝。